# 스기노 겐토
스기노 겐토(일본어: 杉野 健斗, 1992년 2월 25일 ~ )는 일본의 전 축구 선수이다.

## 구단 경력
그는 2014년부터 2017년까지 J리그의 후쿠시마 유나이티드 FC에서 활동하였다.